# Mimetus ryukyus
Mimetus ryukyus är en spindelart som beskrevs av Yoshida 1993. Mimetus ryukyus ingår i släktet Mimetus och familjen kaparspindlar. Inga underarter finns listade i Catalogue of Life.